# Dorothy Ripley
Pour les articles homonymes, voir Ripley.
Dorothy Ripley (né en 1767, morte en 1832) était une missionnaire et écrivaine anglaise qui passa trente ans aux États-Unis pour essayer d'améliorer les conditions de vie des esclaves en Amérique. Elle s'engagea plus tard dans le mouvement de réforme des prisons.
Ripley était la fille d'un prédicateur méthodiste qui avait été expulsé de sa maison natale et s'était installé à Whitby, dans le Yorkshire. Elle tint de son père son amour pour la religion. En 1797, elle eut une expérience mystique durant laquelle elle sentit que Dieu lui ordonnait de quitter sa maison en Angleterre et d'aller en mission aux États-Unis pour aider les esclaves africains. Au cours de sa mission, dont elle fit l’œuvre de sa vie, elle rencontra Thomas Jefferson, alors président des États-Unis, prêcha à des congrégations dans diverses églises et réunions et écrivit plusieurs livres sur sa propre vie.

## Discours devant le Congrès
Selon une source de la bibliothèque du Congrès, elle fut la « première femme à prêcher devant la Chambre des représentants des États-Unis (et probablement la première femme à prendre la parole devant le Congrès en quelque circonstance que ce soit) ». Elle conduisit un service religieux le 12 janvier 1806 auquel assistaient entre autres Thomas Jefferson et Aaron Burr.